# Imogene + Willie
Imogene + Willie là một nhãn hiệu quần jean và thường phục made in USA được thành lập bởi Matt và Carrie Eddmenson vào năm 2009 tại Nashville, Tennessee. Nhãn hiệu đã hợp tác với Alpha Industries để cho ra mắt quần áo bảo hộ lao động lấy cảm hứng từ quân đội.